# Eurolot
Eurolot S.A. – zlikwidowany operator lotniczy świadczący w latach 1997–2015 usługi przewozowe między największymi polskimi portami lotniczymi oraz łączący te porty z miastami zagranicznymi. Większościowym udziałowcem spółki był Skarb Państwa (62% akcji).
Eurolot dysponował własną flotą składającą się z turbośmigłowych samolotów krótkiego zasięgu ATR 72-200, a także większych maszyn średniego zasięgu typów Bombardier Q400 NextGen oraz Embraer 175.
Do sierpnia 2012 pełniła funkcje dowozowe dla połączeń krajowych Polskich Linii Lotniczych LOT – w tym miesiącu zarząd LOT-u zdecydował, że połączenia krajowe będzie obsługiwał własną flotą, co ma zapobiec sprzedaży jej części; w odpowiedzi zarząd Eurolotu zdecydował się na ekspansje na trasach europejskich, jednak aż do zakończenia działalności były pełnione funkcje dowozowe na trasach zagranicznych dla LOT.
Dodatkową działalnością spółki był Ośrodek Szkolenia Pilotów, w którego ofercie były także kursy na zdobycie licencji do objęcia stanowiska dyspozytora lotniczego. Ośrodek powstał w 2003 roku i zajmował się szkoleniami dla osób prywatnych oraz szkoleniem załóg Eurolot i Polskich Linii Lotniczych LOT oraz innych podmiotów na świecie.
W dniu 6 lutego 2015 przewoźnik poinformował o zawieszeniu wszystkich lotów z dniem 1 kwietnia 2015 roku. Ostatnim prezesem zarządu był Andrzej Juszczyński.

## Historia
Spółka Eurolot S.A. powstała 19 grudnia 1996 roku w celu zrekonstruowania siatki regionalnych połączeń krajowych. Regularne rejsy linii Eurolot uruchomione zostały w 1997 roku. Początkowo spółka dysponowała pięcioma własnymi samolotami turbośmigłowymi ATR 42-300 oraz ośmioma maszynami ATR 72-200, które były leasingowane od Polskich Linii Lotniczych LOT. W 1998 roku Eurolot został członkiem ERA, czyli Stowarzyszenia Europejskich Regionalnych Linii Lotniczych. W późniejszych latach flota spółki powiększyła się o dwa 18-miejscowe samoloty British Aerospace Jetstream 31. Leasingowane ATRy 72 stały się własnością Eurolotu. W roku 2002 spółka przeprowadziła modernizację floty, wymieniając samoloty ATR 42-300 na ATR 42-500. W 2009 roku zostały zakupione trzy nowe Embraery 175.
15 stycznia 1999 roku, za odtworzenie krajowej komunikacji lotniczej w Polsce, Eurolot otrzymał nagrodę „Najlepszy Debiut w Biznesie 1998”, przyznawaną przez Kapitułę i Zarząd Polskiego Klubu Biznesu.
1 lipca 2011 roku Eurolot zaczął realizować loty swojej własnej siatki połączeń pod marką handlową eurolot.com, która obejmowała połączenia między Gdańskiem a Wrocławiem i Gdańskiem a Krakowem. 1 października ta siatka powiększyć się miała o kolejne połączenia.
29 lutego 2012 roku linie poinformowały o złożeniu zamówienia na 8 nowych samolotów regionalnych Bombardier Q400 celem wymiany floty samolotów ATR. Pierwszy samolot tego typu wylądował w Warszawie 17 maja 2012 roku. Nosił znaki rejestracyjne SP-EQA.
Większościowym udziałowcem Eurolotu SA był Skarb Państwa; jak wynika z danych Skarbu Państwa, od 2012 roku przewoźnik borykał się z problemami finansowymi. Na początku 2014 roku, sytuacja finansowa była na tyle zła, że Eurolot musiał sprzedać dwa samoloty, aby spłacić zadłużenia wobec podmiotów państwowych; pojawił się również plan kontrolowanej likwidacji lub restrukturyzacji przewoźnika. Głównym powodem kiepskich wyników finansowych było rozpoczęcie operacji handlowych na własne ryzyko, jak również nietrafiona współpraca z 4You Airlines, a także fakt, iż strategia rozwoju spółki była rozbieżna od realiów rynkowych.
Ostatni rejs został wykonany na trasie Zurych–Kraków 31 marca 2015 roku.

## Kierunki lotów
Pod marką eurolot.com były oferowane loty do/z poniższych lotnisk ([G] oznaczono główne porty lotnicze Eurolotu):
| Miasto       | Państwo    | Kod IATA | Kod ICAO | Port lotniczy                            |
| ------------ | ---------- | -------- | -------- | ---------------------------------------- |
| Salzburg     | Austria    | SZG      | LOWS     | Port lotniczy Salzburg                   |
| Wiedeń       | Austria    | VIE      | LOWW     | Port lotniczy Wiedeń-Schwechat           |
| Bruksela     | Belgia     | BRU      | EBBR     | Port lotniczy Bruksela-Zaventem          |
| Dubrownik    | Chorwacja  | DBV      | LDDU     | Port lotniczy Dubrownik                  |
| Split        | Chorwacja  | SPU      | LDSP     | Port lotniczy Split                      |
| Zadar        | Chorwacja  | ZAD      | LDZD     | Port lotniczy Zadar                      |
| Zagrzeb      | Chorwacja  | ZAG      | LDZA     | Port lotniczy Zagrzeb                    |
| Aarhus       | Dania      | AAR      | EKAH     | Port lotniczy Aarhus                     |
| Helsinki     | Finlandia  | HEL      | EFHK     | Port lotniczy Helsinki-Vantaa            |
| Paryż        | Francja    | BVA      | LFOB     | Port lotniczy Beauvais-Tillé             |
| Amsterdam    | Holandia   | AMS      | EHAM     | Port lotniczy Amsterdam-Schiphol         |
| Wilno        | Litwa      | VNO      | EYVI     | Port lotniczy Wilno                      |
| Kiszyniów    | Mołdawia   | KIV      | LUKK     | Port lotniczy Kiszyniów                  |
| Brema        | Niemcy     | BRE      | EDDW     | Port lotniczy Brema                      |
| Dortmund     | Niemcy     | DTM      | EDLW     | Port lotniczy Dortmund                   |
| Düsseldorf   | Niemcy     | DUS      | EDDL     | Port lotniczy Düsseldorf                 |
| Hamburg      | Niemcy     | HAM      | EDDH     | Port lotniczy Hamburg                    |
| Heringsdorf  | Niemcy     | HDF      | EDAH     | Port lotniczy Heringsdorf                |
| Kolonia/Bonn | Niemcy     | CGN      | EDDK     | Port lotniczy Kolonia/Bonn               |
| Monachium    | Niemcy     | MUC      | EDDM     | Port lotniczy Monachium                  |
| Stuttgart    | Niemcy     | STR      | EDDS     | Port lotniczy Stuttgart                  |
| Bydgoszcz    | Polska     | BZG      | EPBY     | Port lotniczy Bydgoszcz-Szwederowo       |
| Gdańsk       | Polska     | GDN      | EPGD     | Port Lotniczy Gdańsk im. Lecha Wałęsy[G] |
| Kraków       | Polska     | KRK      | EPKK     | Port lotniczy Kraków-Balice[G]           |
| Lublin       | Polska     | LUZ      | EPLB     | Port lotniczy Lublin                     |
| Poznań       | Polska     | POZ      | EPPO     | Port lotniczy Poznań-Ławica              |
| Rzeszów      | Polska     | RZE      | EPRZ     | Port lotniczy Rzeszów-Jasionka           |
| Warszawa     | Polska     | WAW      | EPWA     | Lotnisko Chopina w Warszawie[G]          |
| Wrocław      | Polska     | WRO      | EPWR     | Port lotniczy Wrocław-Strachowice[G]     |
| Zielona Góra | Polska     | IEG      | EPZG     | Port lotniczy Zielona Góra-Babimost      |
| Poprad       | Słowacja   | TAT      | LZTT     | Port lotniczy Poprad-Tatry               |
| Berno        | Szwajcaria | BRN      | LSZB     | Port lotniczy Berno-Belp                 |
| Zurych       | Szwajcaria | ZRH      | LSZH     | Port lotniczy Zurych-Kloten              |
| Lwów         | Ukraina    | LWO      | UKLL     | Port lotniczy Lwów                       |
| Florencja    | Włochy     | FLR      | LIRQ     | Port lotniczy Florencja-Peretola         |
| Mediolan     | Włochy     | MXP      | LIMC     | Port lotniczy Mediolan-Malpensa          |
| Rzym         | Włochy     | FCO      | LIRF     | Port lotniczy Rzym-Fiumicino             |
| Werona       | Włochy     | VRN      | LIPX     | Port lotniczy Werona-Villafranca         |

## Loty czarterowe
Eurolot wykonywał przewozy czarterowe dla grup zorganizowanych liczących do 78 pasażerów. Zasięg rejsów czarterowych obejmował wszystkie porty lotnicze w Polsce i Europie, w których mogły lądować samoloty linii Eurolot.
Na potrzeby lotu czarterowego Eurolot wypożyczał samolot wraz z wykwalifikowaną załogą. Na pokładzie oferowany był pełny zakres standardowych usług cateringowych, modyfikowany na życzenie zamawiającego.

## Flota

### Historyczna
| Typ                     | Liczba samolotów | Rejestracja                                                                            |
| ----------------------- | ---------------- | -------------------------------------------------------------------------------------- |
| ATR 42-300              | 5                | SP-EEA, SP-EEB, SP-EEC, SP-EED, SP-EEE                                                 |
| ATR 42-500              | 8                | SP-EDA, SP-EDB, SP-EDC, SP-EDD, SP-EDE, SP-EDF, SP-EDG, SP-EDH                         |
| ATR 72-202              | 10               | SP-EFI, SP-EFK, SP-LFA, SP-LFB, SP-LFC, SP-LFD, SP-LFE, SP-LFF, SP-LFG, SP-LFH         |
| BAe Jetstream 32        | 2                | SP-KWG oraz SP-KWH (leasingowane White Eagle Aviation-WEA)                             |
| Bombardier Q400 NextGen | 11               | SP-EQA, SP-EQB, SP-EQC, SP-EQD, SP-EQE, SP-EQF, SP-EQG, SP-EQH, SP-EQI, SP-EQK, SP-EQL |
| Embraer 175             | 3                | SP-LIG, SP-LIH, SP-LIK                                                                 |